# L'ésser i el no-res
L'ésser i el no-res és una obra de Jean-Paul Sartre publicada el 1943. A partir de la influència de Martin Heidegger, ja evident al títol, Sartre intenta definir què vol dir existir i ésser en un dels tractats d'ontologia més importants de la història de la filosofia, segons Martin Seymour-Smith.
Sartre defineix el no-res bàsicament per les expectatives no complertes, el buit existencial que deixen constitueix en cada persona tant com el que és, ja que la decepció és una característica essencial ja des del moment del naixement: no es poden tenir sempre els propis desitjos satisfets (aquest pessimisme és un dels trets identitaris de l'existencialisme). En la persona, això s'accentua pels rols socials, que defineixen tant el que hom és com el que hom no és (definició per negació). Cadascú ha de procurar un equilibri entre el que voldria ser, la possibilitat i els rols socials per arribar a la plenitud.
Aquest equilibri sovint atempta contra la moral burgesa, que reprimeix una part molt important de la personalitat. La repressió sorgeix en adonar-se de la presència de l'altre, que esdevé objecte; al mateix temps que hom esdevé objecte per a un altre subjecte. Aquesta percepció doble fa que s'intenti arribar a l'entesa, sent l'objecte que l'altri vol per tal de guanyar-se el seu afecte i a la inversa. La moral no corrompuda no tracta els altres com a objectes, sinó com a subjectes i, per tant, permet que cadascú sigui sempre subjecte per als altres. Però la moral a l'ús redueix la persona a un aspecte concret, jutjant-la i encasellant-la dins d'un rol, omplint-la de no-res perquè limita les seves possibilitats d'ésser. Per aquest motiu, Sartre afirma que els altres són l'infern.